# 巨宝山镇
巨宝山镇，是中华人民共和国吉林省松原市长岭县下辖的一个乡镇级行政单位。

## 行政区划
巨宝山镇下辖以下地区：
九坨子村、少力户村、靠山村、新立村、朝阳村、左克村、真才村、西安村、大榆树村、四平山村和金宝村。